# Сент Ан де Белви (Квебек)
Сент Ан де Белви (фр. Sainte-Anne-de-Bellevue) је град у Канади у покрајини Квебек. Према резултатима пописа 2011. у граду је живело 5.073 становника.

## Становништво
Према резултатима пописа становништва из 2011. у граду је живело 5.073 становника, што је за 2,4% мање у односу на попис из 2006. када је регистровано 5.197 житеља.
| 2006. | 2011. | 2016. |
| ----- | ----- | ----- |
| 5.197 | 5.073 | 4.958 |